# 1-ша окрема бригада морської піхоти (Україна)
1-ша окрема бригада морської піхоти (1 ОБрМП, в/ч А3286, до 1996: А2015) — колишнє з'єднання морської піхоти України.

## Історія
1 вересня 1993 року під Феодосією почав формування 41-й окремий батальйон морської піхоти, а 20 вересня, згідно з директивою начальника Генштабу ЗС України, управління 4-ї окремої бригади морської піхоти ВМС України.
Кожні пів року бойового навчання частин морської піхоти закінчувались перевіркою Генерального штабу ЗС України. Перша перевірка була навесні 1994 року. В 1994 році за ініціативою Військового Аташе майора корпусу морської піхоти США Степана Качмара відбулось перше відвідування баз морської піхоти США представниками морської піхоти ВМС України, А саме: підполковник Волошин В. А., майор Ільїн Ю. І., ст. лейтенант О. Станкевич, та ст. лейтенант С. Тартаковський.
У вересні 1994 року було збудовано спеціальну – психологічну смугу перешкод біля військового стрільбища смт Феодосія-13, крім цього збудовано спеціальну смугу обкатки бойовими набоями, а саме морський піхотинець долає ділянку місцевості під колючим дротом, а поверх колючого дроту ведеться стрільба бойовими набоями з ПК закріпленого у станку, що забезпечує заходи безпеки.
19 квітня 1995 року у м. Києві зведеному парадному батальйону морської піхоти генерал-полковником Собковим вручено бойовий прапор 4-ї окремої бригади морської піхоти, а 9 травня 1995 року вперше морські піхотинці взяли участь у параді з нагоди 50-ї річниці Перемоги СРСР у Другій світовій війні.
Влітку 1995 року, коли основний склад 41 ОБМП та 27 ОБМП знаходились на спільних навчаннях з морською піхотою США на полігоні Широкий лан, в смт Щебетівка почалось загострення серед "кримськотатарського населення" та ОПГ «Білого» та «Башмаків», приводом до якого стало вбивство в с. Курортне.
Від 1996 до 1997 року 4 ОБрМП (у складі управління бригади, роти зв'язку, протитанкової батареї та 41 ОБМП входила до складу Національної гвардії України з дислокацією у Криму. (Це було зроблено для того, щоб обійти закон, який забороняв використання Збройних сил у розв'язанні внутрішньополітичних питань країни). 
До НГУ передавалися всі підрозділи, окрім 27 окремого батальйону морської піхоти, який залишався у складі ВМС України. Його було підпорядковано 6-й береговій ракетній бригаді.
З травня 1996 до жовтня 1997 4-та ОБрМП була передана зі складу ВМС України до складу 7-ї дивізії НГУ, зі зміною назви на 1-шу окрему бригаду морської піхоти.
У жовтні 1997 року 1-ша ОБрМП (далі 1-ша окрема бригада морської піхоти була передана до складу ВМС України).
Після передачі від НГУ до ВМС України штат не змінювався до 1999 року, коли всю морську піхоту переформували на дві частини: в/ч А3286 (управління бригади з підрозділами управління, лінійний батальйон морської піхоти, кадр артилерійського дивізіону) і в/ч А2272 (1 обмп). В штатах обох батальйонів одна рота була десантно-штурмовою, а дві ротами морської піхоти.
Влітку 2001 року, лінійний батальйон морської піхоти перейменований на 2-й окремий батальйон морської піхоти (в/ч А5202) та десантно-штурмовий батальйон (в/ч А4214), який сформовали 01.11.2001 року в смт Щебетовка.
Командири батальйону
- п/п-к Яковець Володимир Сергійович;
- майор Політковський Олександр Олександрович.

Начальник штабу
- майор Брикін Олесь Валентинович.

Розформовано батальйон 01.11.2003 року.
За новими штатами виходило: 1 ОБрМП (в/ч А3286) (управління бригади з підрозділами управління, бойового й усебічного забезпечення),  1 обмп (в/ч А2272, м. Севастополь), 2 обмп (в/ч А5202)), командир батальйону Володимир Сергійович Яковець. Восени 2001 року 1 обмп був передислокований в Кизилташ. Особовий склад розміщувався в 4-й казармі біля камбуза. Юрій Шестов - комбат 1 обмп не захотів їхати в Кизилташ й звільнився. Командиром батальйону був призначений Костянтин Романович Рубін.
В кінці 2003 року 1 ОБрМП, окрім 1 ОБМП почала своє розформування і на початку 2004 року була повністю розформована, всі документи були здані до архіву МО України, а бойове знамено 4 ОБрМП (вручене 19 квітня 1995 року в м. Києві) перебувало в шифрувальній службі ВМС до жовтня 2012 року, і тільки після заходів присвячених 307 річниці Морської піхоти /Росії/ в м. Києві було передане до філії Центрального військового музею ЗС України в м. Севастополь.

## Структура

### 1993
- управління (в/ч А2015)
- 1-й окремий десантно-штурмовий батальйон «Лев»
- 2-й окремий десантно-штурмовий батальйон «Беркут»
- 27-й окремий батальйон морської піхоти (в/ч А2272)
- 41-й окремий батальйон морської піхоти (в/ч А2055)
- окремий розвідувально-десантний батальйон «Меч»
- окремий інженерно-саперний батальйон «Краб»
- окремий самохідно-артилерійський дивізіон
- окремий зенітно-ракетний дивізіон
- окремий протитанковий дивізіон
- окрема рота зв’язку
- підрозділи тилового забезпечення

### 2001
- управління (в/ч А3286)
- 1-й окремий батальйон морської піхоти (в/ч А2272)
- 2-й окремий батальйон морської піхоти (в/ч А5202)
- 33 окремий десантно-штурмовий батальйон (в/ч А3303)
- десантно-штурмовий батальйон (в/ч А4214)

## Командування
- полковник Волошин Володимир Андрійович (1993-1996)
- полковник Остапенко Ігор Володимирович (1996-1998)
- полковник Ільїн Юрій Іванович (1998-2003)
- полковник Красота Ігор Олексійович (2003-2004)